# Communauté de communes Loire Divatte
Die Communauté de communes Loire Divatte ist ein ehemaliger französischer Gemeindeverband mit der Rechtsform einer Communauté de communes im Département Loire-Atlantique in der Region Pays de la Loire. Sie wurde am 12. Dezember 1994 gegründet und umfasste fünf Gemeinden. Der Verwaltungssitz befand sich im Ort Divatte-sur-Loire.

## Historische Entwicklung
Mit Wirkung vom 1. Januar 2017 fusionierte der Gemeindeverband mit der Communauté de communes de Vallet und bildete so die Nachfolgeorganisation Communauté de communes Sèvre et Loire.

## Ehemalige Mitgliedsgemeinden
1. Divatte-sur-Loire
2. Le Landreau
3. Le Loroux-Bottereau
4. La Remaudière
5. Saint-Julien-de-Concelles